# Simon Niepmann
Simon Niepmann (ur. 2 sierpnia 1985 w Lörrach) – szwajcarski wioślarz.

## Osiągnięcia
- Mistrzostwa świata juniorów – Ateny 2003 – dwójka bez sternika – 12. miejsce.
- Mistrzostwa świata U-23 – Amsterdam 2005 – czwórka bez sternika wagi lekkiej – 6. miejsce.
- Mistrzostwa świata U-23 – Hazewinkel 2006 – czwórka bez sternika wagi lekkiej – 8. miejsce.
- Mistrzostwa świata U-23 – Glasgow 2007 – czwórka bez sternika wagi lekkiej – 3. miejsce.
- Mistrzostwa świata – Monachium 2007 – czwórka bez sternika wagi lekkiej – 14. miejsce.
- Mistrzostwa świata – Linz 2008 – dwójka bez sternika wagi lekkiej – 7. miejsce.
- Mistrzostwa świata – Poznań 2009 – dwójka bez sternika wagi lekkiej – 9. miejsce.
- Mistrzostwa Europy – Montemor-o-Velho 2010 – czwórka bez sternika wagi lekkiej – 3. miejsce.
- Mistrzostwa Europy – Sewilla 2013 – dwójka bez sternika wagi lekkiej – 1. miejsce
- Mistrzostwa świata – Chungju 2013 – dwójka bez sternika wagi lekkiej – 1. miejsce
- Mistrzostwa Europy – Belgrad 2014 – dwójka bez sternika wagi lekkiej – 1. miejsce
- Mistrzostwa świata – Amsterdam 2014 – dwójka bez sternika wagi lekkiej – 1. miejsce